# Wayne Babych
Wayne Joseph Babych (* 6. Juni 1958 in Edmonton, Alberta) ist ein ehemaliger kanadischer Eishockeyspieler, der im Verlauf seiner aktiven Karriere zwischen 1974 und 1987 unter anderem 560 Spiele für die St. Louis Blues, Pittsburgh Penguins, Nordiques de Québec und Hartford Whalers in der National Hockey League auf der Position des rechten Flügelstürmers bestritten hat. Seinen größten Karriereerfolg feierte Babych, der im NHL Amateur Draft 1978 bereits an dritter Position ausgewählt worden war und den Spielertyp des Power Forwards verkörperte, im Trikot der kanadischen U20-Nationalmannschaft mit dem Gewinn der Bronzemedaille bei der Junioren-Weltmeisterschaft 1978. Sein drei Jahre jüngerer Bruder Dave war ebenfalls professioneller Eishockeyspieler und 19 Jahre in der NHL aktiv.

## Karriere
Babych spielte während seiner Juniorenzeit zunächst zwischen 1973 und 1974 für die Edmonton Mets aus seiner Geburtsstadt Edmonton in der Alberta Junior Hockey League. Von dort wagte er bereits im Verlauf der Saison 1973/74 den Sprung zu den höherklassig spielenden Edmonton Oil Kings in die Western Canada Hockey League. Schließlich absolvierte der Stürmer dort zwischen 1974 und 1976 zwei solide Spieljahre, ehe er mit dem Team nach Portland im US-Bundesstaat Oregon umzog und mit der Mannschaft fortan unter dem Namen Portland Winter Hawks am Spielbetrieb teilnahm. Im Trikot der Winter Hawks absolvierte Babych zwei Spielzeiten mit 50 erzielten Toren, was ihm jeweils die Nominierung für das First All-Star Team der Liga einbrachte. Zudem wurde er im NHL Amateur Draft 1978 bereits an dritter Gesamtposition von den St. Louis Blues aus der National Hockey League ausgewählt.
Die Blues nahmen den Offensivspieler umgehend unter Vertrag, womit dieser sich auch gegen eine Baseballkarriere bei den Montreal Expos entschied. In St. Louis bildete er eine Sturmreihe mit Bernie Federko und Brian Sutter und hatte am Ende seiner Rookiesaison 63 Scorerpunkte erzielt. In seinem dritten von sechs Spielzeiten im Trikot der St. Louis Blues erreichte Babych 96 Scorerpunkte, worunter sich 54 Tore befanden. Dies bescherte dem Power Forward im Sommer 1981 eine Verlängerung seines Vertrages um vier Jahre. Das Vertragsvolumen in diesem Zeitraum betrug 400.000 US-Dollar sowie eine Bonuszahlung von 125.000 US-Dollar bei Unterschrift. Mit 19, 16 und 13 Toren in den folgenden drei Spieljahren ging Babychs Produktivität aber in den ersten drei Vertragsjahren deutlich zurück, was auch daran lag, dass sich der Angreifer in einem Vorbereitungsspiel auf die Saison 1981/82 erheblich an der Rotatorenmanschette verletzte.
Vor dem Beginn der Spielzeit 1983/84 verloren die Blues allerdings die Geduld mit Babych und ließen ihn im NHL Waiver Draft ungeschützt, woraufhin der Kanadier von den Pittsburgh Penguins ausgewählt wurde. Dort konnte er seine Punktausbeute im Vergleich zu den Vorjahren an der Seite von Mario Lemieux wieder leicht steigern und erreichte erstmals seit vier Jahren wieder die 20-Tore-Marke. Obwohl die Penguins seinen Vertrag vor dem Beginn des Spieljahres 1985/86 verlängerten, transferierten sie ihn nach nur zwei Einsätzen im Oktober 1985 zu den Nordiques de Québec. Dort fand der Stürmer lediglich bis zum Januar des folgenden Kalenderjahres eine sportliche Heimat, da er nach 15 Spielen abermals Teil eines Transfergeschäfts wurde. Im Tausch für Greg Malone wechselte er zu den Hartford Whalers, bei denen er die Saison beendete und gemeinsam mit seinem Bruder Dave spielte. Im folgenden Jahr war Babych erneut von einer schlimmen Verletzung betroffen, als er sich in der Saisonvorbereitung durch den Stockschlag eines Gegenspielers einen Beinbruch zuzog. Schließlich kämpfte er sich zum Ende der Saison 1986/87 noch einmal zurück in den NHL-Kader Hartfords und bestritt seine letzten vier NHL-Partien. Im Anschluss musste er seine Karriere aber im Alter von 29 Jahren aufgrund anhaltender Schmerzen in seinem Bein vorzeitig beenden.

### International
Für sein Heimatland nahm Babych im Juniorenbereich an der Junioren-Weltmeisterschaft 1978 im heimischen Kanada. Mit zehn Scorerpunkten, darunter befanden sich fünf Tore, aus sechs Spielen war er hinter Wayne Gretzky zweitbester Scorer des Teams und damit maßgeblich am Gewinn der Bronzemedaille beteiligt. Unter allen Turnierspielen rangierte er bei den gesammelten Punkten auf den zehnten Platz. Im folgenden Jahr nahm er an der Weltmeisterschaft 1979 in der sowjetischen Hauptstadt Moskau teil. Dort belegte er mit den Kanadiern den vierten Rang. In sieben Spielen punktete er dreimal.

## Erfolge und Auszeichnungen
- 1977 WCHL First All-Star Team
- 1978 WCHL First All-Star Team
- 1981 Teilnahme am NHL All-Star Game

### International
- 1978 Bronzemedaille bei der Junioren-Weltmeisterschaft

## Karrierestatistik

### International
Vertrat Kanada bei:
- Junioren-Weltmeisterschaft 1978
- Weltmeisterschaft 1979

(Legende zur Spielerstatistik: Sp oder GP = absolvierte Spiele; T oder G = erzielte Tore; V oder A = erzielte Assists; Pkt oder Pts = erzielte Scorerpunkte; SM oder PIM = erhaltene Strafminuten; +/− = Plus/Minus-Bilanz; PP = erzielte Überzahltore; SH = erzielte Unterzahltore; GW = erzielte Siegtore; 1 Play-downs/Relegation; Kursiv: Statistik nicht vollständig)